# Ланской, Дмитрий Алексеевич
Дми́трий Алексе́евич Ланско́й (род. 15 мая 1978, Москва, РСФСР, СССР) — российский музыкант, певец, композитор, продюсер, режиссёр и актёр. 
Экс-солист группы «Премьер-министр». Лидер группы «Lanskoy & Co».

## Биография
Дмитрий Ланской родился 15 мая 1978 года в Москве.
В 1995 году поступил в музыкальное училище эстрадно-джазового искусства им. Гнесиных, которое окончил по классу вокала в 1999 году.
В 1997 году начал певческую карьеру в группе «Премьер-министр». Покинул группу в 2001 году, а на смену ему пришёл Марат Чанышев. В кинематографии работает с 2007 г. как композитор, музыкальный продюсер, продюсер, режиссёр, в жанрах комедия, пародия, драма, социальная реклама. 2008—2010 — продюсер и саунд-продюсер музыкального проекта «T-killah».
2012 — режиссёр клипа ZOOLECT — музыкального проекта Андрея Звонкова и Дмитрия Севастьянова.
2013 — композитор официальной видеопрезентации новой модели внедорожника BMW X5 в составе команды агентств Louder и «Сила Света»; исполнительный продюсер интернет видео BIG PEOPLE в команде OutOfTheBox.
С 2011 работает в составе продюсерской группы Good Story Media.
2016 — премьера проекта «Lanskoy & Co».

## Личная жизнь
Первая жена — Юлия Началова (1981—2019), брак расторгнут в 2004 году.
Вторая жена — Екатерина Ланская (род. 1978, урождённая Сапожникова), телевизионный режиссёр. Дочь София (род. 4 октября 2008 г.), сын Платон (род. 26 декабря 2010 г.).
Увлекается путешествиями по Азии (в том числе Индии), называет себя поклонником японской культуры.

## Музыка
- 1997 — лауреат Международного конкурса молодых исполнителей «Хрустальная нота» в Москве; вошёл в первый состав группы «Премьер-министр».
- 2001 — покидает группу и начинает сольную карьеру.
- 2004 — выпускает первый сольный сингл «Бабочка»[7][8] — кавер-версия кино-хита «Песенка Министра-Администратора» из фильма «Обыкновенное Чудо»
- 2005 — «Бабочка» (ремикс), сингл «Угадай»
- 2006 — сингл «P.R.O. Деньги».[9]
- 2006 — участвует в Международном конкурсе молодых исполнителей популярной музыки «Новая волна» в Юрмале, на котором представляет Россию.[10]
- 2008—2009 — входит в состав нео джаз бэнд de lanskoy&private party Дмитрий Ланской (вокал), Антон Ревнюк (бас-гитара, контрабас), Иван Фармаковский (фортепьяно, клавишные), Петр Востоков (труба), Александр Зингер (барабаны).[11]
- 2013 [уточнить] — выступает в составе фанко-джазовой группы Dostoevsky inc., Дмитрий Ланской (вокал, гитара), Юрий Аббакумов (гитара), Алексей Воронков (клавишные, вокал), Борис Вальд (перкуссия), Георгий Минеджян (контрабас).[12]
- 2014 — участвует в телевизионном шоу «Голос-3».[13]

## Дискография
- 1999 «Грязные танцы» в составе группы «Премьер-министр».
- 2001 «Поход на Восток» в составе группы «Премьер-министр».
- 2017 «Вопреки» — проект «Lanskoy & Co».

## Видеография
- 1998 «Атомное чувство любовь» в составе группы «Премьер-министр».
- 1999 «Горе не беда» в составе группы «Премьер-министр».
- 1999 «Воры-разговоры» в составе группы «Премьер-министр».
- 2000 «Кто тебе меня заменит» в составе группы «Премьер-министр».
- 2000 «Иду ко дну» в составе группы «Премьер-министр».
- 2001 «Восточная» в составе группы «Премьер-министр».
- 2001 «Дорогая» в составе группы «Премьер-министр».
- 2001 «Украинская (Слід у сердцi)» в составе группы «Премьер-министр».
- 2005 «Бабочка» (режиссёр Ф. Янковский)[5].
- 2009 «До дна» («Хозяин») (T-killah) генеральный продюсер.
- 2010 «Радио» (T-killah & Маша Малиновская) режиссёр, сценарист.
- 2012 «Zoolect» (Андрей Звонков и Дмитрий Севастьянов) режиссёр.
- 2016 «Падаю» (режиссёр А. Игитян)
- 2017 «Корабли ушли» (режиссёр Е. Ланская)
- 2017 «Не хватает слов» (режиссёр Е. Ланская)
- 2017 «Ты нравишься мне» (режиссёр Е. Ланская)
- 2017 «Бесконечное лето» (режиссёр Е. Ланская)
- 2018 «Жизнь в рассеянном свете» (режиссёр Р. Фрадкин)
- 2021 «Не запрещай себе мечтать» (режиссёр Е. Ланская)

## Видео
- 2006 Lanskoy Dmitry New Wave 2006, Let Me Entertain You.
- 2009 Lanskoy Dmitry (de lanskoy), «Private party» neo jazz band, cover «You Give Me Something».
- 2013 Lanskoy Dmitry/Ланской Дмитрий MY VALENTINE de lanskoy&private party.
- 2014 Dostoevsky Inc. Tiny Dancer (tribute to Sir Elton John/studio live).

## Фильмография

### Роли в кино
- 2014 — Сладкая жизнь — Андрей

### Композитор
- 2024 — Между нами лето
- 2019 — Громкая связь
- 2013 — До смерти красива
- 2011-2014 — Восьмидесятые
- 2010-2014 — Реальные пацаны
- 2009 — Воронины
- 2008 — Универ

### Продюсер
- 2015 — ЧОП
- 2011 — Большие надежды

### Режиссёр
- 2009 — МАСАЛА — История Индийских Дауншифтеров

### Музыкальный продюсер
- 2024 — Прелесть
- 2024 — Как друзья Захара женили
- 2023 — Сны Алисы
- 2022 — Исправление и наказание
- 2022 — Художник
- 2021 — Контакт
- 2021 — Батя
- 2020 — Территория
- 2019 — Толя-робот
- 2018 — Лучше, чем люди
- 2017 — Адаптация
- 2017 — Гражданский брак
- 2015 — ЧОП
- 2014 — Сладкая жизнь
- 2014—2015 — Физрук

## Награды
- 2013 — Лауреат международного конкурса веб-сайтов WebAwar в номинации за выдающиеся достижения в интернет-рекламе в категории «Лучшее некоммерческое Интернет видео» в составе «OutOfTheBox».[14]
- 2014 — «Физрук» Профессиональный приз Ассоциации продюсеров кино и телевидения «Лучший комедийный телевизионный сериал» в составе продюсерской группы Good Story Media.[15]